# RM-12
La RM-12 o carretera de La Manga es una carretera autonómica de la Región de Murcia (España) que da servicio a La Manga del Mar Menor y las poblaciones cercanas. Se la suele referir como Autovía de La Manga, si bien es una carretera convencional con dos carriles por sentido separados por una mediana.
Se trata de un eje de gran importancia debido a que es el único acceso a la zona turística de La Manga y la zona sur del Mar Menor. Por ello, fue la carretera autonómica que registró la mayor intensidad media diaria de vehículos en el año 2016, con 28.000 turismos, camiones y vehículos pesados. Este dato supuso un aumento del 2,3 % respecto al período de 2015.
Tiene su origen en el enlace entre la AP-7, CT-32 y RM-12, a la altura de Los Beatos, en la diputación cartagenera de Lentiscar. Finaliza a la altura de Cabo de Palos, a la entrada de La Manga. A partir de ahí la carretera continúa como Gran Vía de La Manga.
Su denominación anterior era MU-312.

## Tramos
| Denominación | Tramo                                 | Kilómetros | Año servicio |
| ------------ | ------------------------------------- | ---------- | ------------ |
| RM-12        | Los Beatos - El Algar (oeste)         | 1          | 1993         |
| RM-12        | Variante de El Algar                  | 4,1        | 1992         |
| RM-12        | El Algar (este) - Los Belones (oeste) | 6,2        | 1992         |
| RM-12        | Variante de Los Belones               | 2          | 1990         |
| RM-12        | Los Belones (este) - Playa Honda      | 3          | 1992         |
| RM-12        | Playa Honda - La Manga                | 2          | 1988         |

## Salidas
| Velocidad | Esquema | Salida  | Sentido La Manga                                               | Sentido Los Beatos                                             | Carretera     | Notas                                     |
| --------- | ------- | ------- | -------------------------------------------------------------- | -------------------------------------------------------------- | ------------- | ----------------------------------------- |
|           |         |         | RM-12 Enlace de Los Beatos                                     | AP-7 / CT-32 Enlace de Los Beatos                              |               |                                           |
|           |         |         | El Algar 3 La Manga 23                                         | Cartagena 10                                                   | AP-7 CT-32    |                                           |
|           |         | 1 norte |                                                                | Murcia Almería - Alicante Los Beatos                           | AP-7 RM-311   |                                           |
|           |         |         | vía de servicio                                                |                                                                |               |                                           |
|           |         | 1       | El Algar                                                       | El Algar área de servicio Camino "El Sifón"                    |               |                                           |
|           |         | 3       | El Algar San Javier - La Unión Portmán                         | El Algar La Unión Portmán                                      | N-332         |                                           |
|           |         | 5       | El Algar Llano del Beal                                        | El Algar Llano del Beal                                        | RM-F42        |                                           |
|           |         | 5B      | vía de servicio                                                |                                                                |               |                                           |
|           |         | 6       | San Ginés de la Jara vía de servicio                           | San Ginés de la Jara vía de servicio                           |               |                                           |
|           |         | 8       |                                                                | vía de servicio                                                |               |                                           |
|           |         | 9       | Los Nietos La Unión Portmán                                    | Los Nietos La Unión Portmán                                    | RM-F43        |                                           |
|           |         |         | Línea Cartagena-Los Nietos                                     | Línea Cartagena-Los Nietos                                     |               |                                           |
|           |         | 9B      | vía de servicio                                                |                                                                |               |                                           |
|           |         |         |                                                                |                                                                |               |                                           |
|           |         | 11      | Los Belones - La Manga Club Los Nietos - Islas Menores Portmán | Los Belones - La Manga Club Los Nietos - Islas Menores Portmán | RM-314 RM-F54 |                                           |
|           |         |         |                                                                |                                                                |               | Radar temporalmente inactivo en p.k. 12,5 |
|           |         | 13      | Los Belones Mar de Cristal Islas Menores                       |                                                                |               |                                           |
|           |         | 13B     |                                                                | Los Belones                                                    |               |                                           |
|           |         | 13      |                                                                | Mar de Cristal Islas Menores Calblanque                        |               |                                           |
|           |         | 13B     | Calblanque vía de servicio                                     |                                                                |               |                                           |
|           |         | 14      | Calblanque vía de servicio                                     |                                                                |               |                                           |
|           |         | 16      | Playa Honda Playa Paraíso vía de servicio                      |                                                                |               |                                           |
|           |         | 16B     | vía de servicio                                                |                                                                |               |                                           |
|           |         | 17      |                                                                | Playa Honda Playa Paraíso vía de servicio                      |               |                                           |
|           |         |         | vía de servicio                                                |                                                                |               |                                           |
|           |         |         |                                                                |                                                                |               |                                           |
|           |         |         |                                                                |                                                                |               | Radar en p.k. 17,5                        |
|           |         | 18      | Cabo de Palos Salinas                                          | Cabo de Palos Salinas                                          |               |                                           |
|           |         |         |                                                                |                                                                |               |                                           |
|           |         |         |                                                                | Cartagena 30                                                   | RM-12         |                                           |
|           |         |         | Gran Vía de La Manga                                           | RM-12                                                          |               |                                           |